# Stein Fülöp
Stein Fülöp (Nyitra, 1867. március 30. – Budapest, 1918. szeptember 25.) zsidó származású magyar orvos, az alkoholizmus elleni küzdelem egyik korai alakja.

## Élete
Stein Dávid és Engel Sarolta fia. Egyetemi tanulmányait Bécsben végezte és ott is szerzett doktorátust. Budapesten előbb a belügyminisztérium közegészségügyi osztályán, majd az Angyalföldi Elmegyógyintézetben működött, utána a Schwartzer-féle intézet főorvosa volt. Az alkoholellenes mozgalmat ő indította meg Magyarországon 1900 körül. 1901-ben pedig az Angliából kiküldött Miss Gray-vel megalapította Budapesten a magyar Good Templar-rendet, amelynek haláláig előharcosa és szellemi vezére volt. A Good Templar Rendnek Auguste-Henri Forel svájci pszichiáter mellett nemzetközi másodelnöke volt. Érdemeiért királyi tanácsosi címet kapott. Számos cikket, tanulmányt írt magyar és külföldi lapokba az alkoholkérdés, ideggyógyászat és higiénia köréből. Az Alkoholbetegek Gyógyító Intézetének első vezetője volt.
Fiatalon, 51 éves korában hunyt el Budapesten 1918-ban. A Kozma utcai izraelita temetőben helyezték nyugalomra (28-44-1).

## Művei

### Folyóiratcikkek
- Alkoholizmus és tuberkulózis. Budapest, 1903 (Orvosi Hetilap Közleményei)
- Az alkoholizmusról. Előadta az országos közegészségi egyesületben 1903. febr. és márcz. három ülésben. Budapest, 1903
- Az alkoholizmus elleni küzdelem módjairól. Budapest, 1904 (A Budapesti Ujság Tudományos Közleményei)
- Az imbecilliseknél előforduló mániás depressiós állapotokról. Budapest, 1904 (Orv. Hetilap Közleményei)
- X-iéme congres international contre alkoholisme tenu á Budapest du 11. an 16. sept. 1905. Rapport comte rendu des séances et de réunion. Budapest, 1906

### Önálló alkotások
- Az alkoholizmus ellen való védekezés hazánkban. Budapest, 1901
- Az alkohol. 39 képpel. Budapest, 1906 („Uránia” Magyar Tudományos Egyesület. Népszerű Tudományos Felolvasások 20.)
- Az alkohol kérdés mai állásáról, Budapest, 1910
- Az iszákosság és annak leküzdése. Budapest, 1913
- Alkohol és venerikus betegségek. Budapest, 1917 (Különnyomat a Gyógyászatból)